# Полетти, Альберто Хосе
Альберто Хосе Полетти (исп. Alberto José Poletti; род. 21 июля 1946, Буэнос-Айрес) — аргентинский футболист, вратарь.

## Карьера
Во взрослом футболе дебютировал в 1965 году в клубе «Эстудиантес», в составе которого провёл первые пять сезонов своей игровой карьеры. Вместе с командой в 1967 году стал чемпионом Аргентины, а в следующем году завоевал Межамериканский кубок, Кубок Либертадорес и Межконтинентальный кубок по футболу. В 1969 году Полетти стал обладателем своего второго Кубка Либертадорес, после чего покинул команду.
В 1971 году стал выступать за другой аргентинский клуб «Уракан», в составе которого провёл менее одного сезона, после чего перешёл в греческий «Олимпиакос». Завершил профессиональную карьеру футболиста в 1973 году в возрасте 27 лет.

## Достижения
«Эстудиантес»
- Чемпион Аргентины: Метрополитано 1967
- Обладатель Кубка Либертадорес: 1968, 1969
- Обладатель Межамериканского кубка: 1968
- Обладатель Межконтинентального кубка: 1968